# AfD Bayern
Die AfD Bayern ist der bayerische Landesverband der rechtspopulistischen und rechtsextremen Partei Alternative für Deutschland (AfD). Er wird von dem Landesvorsitzenden Stephan Protschka geleitet. Zur Bundestagswahl 2017 führte Martin Hebner als Spitzenkandidat die Landesliste der AfD Bayern an, über die 14 Abgeordnete in den 19. Deutschen Bundestag einzogen. Bei der Landtagswahl 2018 zog die Landespartei zunächst als viertstärkste Partei mit 22 Abgeordneten erstmals in den Bayerischen Landtag ein. Bei der Bundestagswahl 2021 holte die bayerische AfD mit Peter Boehringer als Spitzenkandidaten 9,0 % und ist seitdem mit 12 Abgeordneten in den 20. Deutschen Bundestag vertreten. Bei der Landtagswahl 2023 wurde die AfD drittstärkste Kraft und zog mit 32 Abgeordneten in den Landtag ein.
Mehrere Mitglieder der AfD Bayern, darunter auch ihr ehemaliger Landesvorsitzender und Bundestagsabgeordneter Petr Bystron, wurden oder werden vom Verfassungsschutz Bayern beobachtet. Sie haben Verbindungen zur Identitären Bewegung und anderen neurechten Organisationen. Im Dezember 2021 bekannt gewordene Auszüge aus einem internen Telegram-Chat belegen die extremistischen Ansichten einzelner Abgeordneter. Im September 2022 stellte das Bayerische Landesamt für Verfassungsschutz die AfD in Bayern als Gesamtpartei unter Beobachtung.

## Geschichte
Der Landesverband Bayern der AfD wurde am 30. März 2013 in Ebersberg gegründet. Vor der Bundestagswahl 2013 waren mehrere Mitglieder der islamfeindlichen Die Freiheit von Michael Stürzenberger in die AfD Bayern übergetreten. Der ehemalige AfD-Landesvorsitzende André Wächter geht davon aus, dass die Parteiwechsler sich eine bessere Chance für ein gutes Wahlergebnis bei der AfD ausrechneten. Bei der Landtagswahl 2013 trat die AfD Bayern nicht an. Der Fokus wurde auf die Bundestagswahl 2013 gelegt, bei der 2,2 % der Erst- und 4,3 % der Zweitstimmen aus Bayern auf die AfD entfielen.
Bei den Kommunalwahlen in Bayern 2014 schaffte die AfD den Einzug in die Kommunalparlamente überall dort, wo sie angetreten war. In der Landeshauptstadt München erzielte sie 2,5 %, was zum Einzug von André Wächter und Fritz Schmude (heute beide LKR) in den Stadtrat führte. In Augsburg und Forchheim (Oberfranken) konnte die AfD ein, in Vaterstetten (gemeinsam mit der Freien Bürger Union) zwei Mandate erringen. Im Kreistag Ebersberg fielen zwei Mandate auf die AfD.
Nach der Spaltung der Partei 2015 bekannte sich der Landesvorsitzende André Wächter zu der Gruppe um Bernd Lucke und trat in seine Partei ALFA (Allianz für Fortschritt und Aufbruch) über. Die Münchner AfD-Stadträte André Wächter und Fritz Schmude gründeten die ALFA-Fraktion im Münchner Stadtrat. Wächter und Schmude begründeten ihren Schritt mit der Radikalisierung der AfD. Wächter sagte dem Münchner Merkur, ursprünglich habe man mit der AfD eine „bürgerliche Alternative vor allem zur CSU und zur FDP“ gründen wollen.
Dem waren interne Auseinandersetzungen vorausgegangen, in deren Zuge sich André Wächter im Juli 2015 aus dem Landesvorstand zurückzog. Im Oktober 2015 wurde Petr Bystron auf dem Parteitag in Nürnberg zum neuen AfD-Landesvorsitzenden gewählt. Anwesend waren knapp 300 stimmberechtigte Mitglieder. Werner Meier, bis dahin Landesschatzmeister, wurde erster Stellvertreter. Er blieb als einziges Mitglied aus dem alten Landesvorstand unter Wächter im neuen Vorstand.
Im Zuge der von der Bundesparteiführung angekündigten „Herbstoffensive“ veranstaltete die AfD Bayern im Oktober 2015 in der südostbayerischen Grenzstadt Freilassing eine Demonstration mit etwa 1.000 Teilnehmern. „Inhaltlich gab es kaum Unterschiede zu Pegida“, schrieb Endstation Rechts zu den Inhalten der Veranstaltung.
Der Landesverband teilte im Januar 2016 mit, im Sommer 2015 hätten fast 500 Mitglieder die Partei verlassen, als es zur Spaltung in einen nationalliberalen und einen nationalkonservativen Flügel kam. Danach war ein „massiver Mitgliederzulauf“ zu verzeichnen. Im vierten Quartal 2015 seien 500 Personen eingetreten und weitere 300 warteten auf ihre Aufnahme. 10 % der Neumitglieder seien vorher Mitglied der CSU gewesen, 5 % seien zurückkehrende Ex-Mitglieder.
Gegen die Aufstellung des bayerischen AfD-Landeschefs Petr Bystron auf dem vierten Platz der Landesliste für die Bundestagswahl 2017 hatten mehrere Parteimitglieder im Mai 2017 Initiative ergriffen. Sie wollten die Abstimmung darüber wiederholen. Eine große Mehrheit stimmte auf dem Listenparteitag der AfD jedoch dafür, sich mit dem Antrag erst gar nicht zu befassen. Bei der Wahl 2017 erhielt die AfD bayernweit 10,5 % der Erst- und 12,4 % der Zweitstimmen. Sie errang keine Direktmandate. Die Listenplätze eins bis 14 zogen in den Bundestag ein.
Bei der Landtagswahl 2018 erhielt die AfD Bayern 10,2 % der Stimmen. Sie zog mit 22 Abgeordneten erstmals in den Bayerischen Landtag ein. Sie errang keine Direktmandate.
Im Landesverband und in der Landtagsfraktion kam es ab 2018 zu internen Machtkämpfen zwischen dem gemäßigten nationalkonservativen Teil um den Vorsitzenden der Landtagsfraktion Markus Plenk und dem völkisch-nationalistischen um seine Co-Vorsitzende Katrin Ebner-Steiner, die dem Thüringer Landesvorsitzenden und Vertreter des völkisch-nationalistischen „Flügels“ Björn Höcke nahesteht. Markus Plenk kündigte am 5. April 2019 an, aus der Fraktion und der Partei auszutreten. Er sagte zur Begründung, er habe „es satt, die bürgerliche Fassade einer im Kern fremdenfeindlichen und extremistischen Partei zu sein“. Die Personalpolitik seiner Co-Fraktions-Chefin Ebner-Steiner könne er nicht mittragen; sie stelle Personen mit Neonazi-Vergangenheit ein. Ebner-Steiner hatte Laurens Nothdurft und Heinz Imbacher beschäftigt, die beide der rechtsextremen NPD nahestehen. Mehrere Abgeordnete wollten Katrin Ebner-Steiner zum Rücktritt bewegen und stimmten sich per E-Mail über ihr Vorgehen ab. Die Mails wurden durch eine unbekannte Person abgefangen und Ebner-Steiner zugespielt. Diese veröffentlichte den Mailverkehr und entrüstete sich über das Vorgehen ihrer Kollegen in einer AfD-internen Facebook-Gruppe mit 500 Mitgliedern. Mitglieder ihrer eigenen Fraktion stellten daraufhin im Juli 2019 Strafanzeige gegen Katrin Ebner-Steiner.
Am 21. Juli 2019 fand ein Sonderlandesparteitag statt. Landeschef Sichert räumte in seiner Eröffnungsrede ein, dass der Landesverband zerstritten sei; er wolle nicht mehr erleben, wie sich Funktionäre und Abgeordnete „über Medien und Parteiforen gegenseitig bekriegen“. Mit einer knappen Mehrheit beschlossen die anwesenden Mitglieder, die vorgezogene Neuwahl des Landesvorstands auf dem Sonderparteitag nicht weiterzuverfolgen, sondern auf einem weiteren Parteitag Mitte September 2019 den Landesparteivorstand neu zu wählen. Auf diesem Landesparteitag in Greding setzte sich die Bundestagsabgeordnete Corinna Miazga, die für sich als Vorsitzende des Ausgleichs geworben hatte (sie stehe „nicht für oder gegen den Flügel hier“), in einer Stichwahl gegen Katrin Ebner-Steiner, die Vorsitzende der AfD-Fraktion im Landtag, durch. Stellvertretende Vorsitzende wurden der Bundestagsabgeordnete Hansjörg Müller und die Landtagsabgeordneten Gerd Mannes und Martin Böhm. Die beiden Stellvertreter Müller und Böhm galten als Vertreter des „Flügels“. Zuvor hatte die bayerische AfD versucht, per Eilantrag am Verwaltungsgericht Ansbach den Teilnehmern des örtlichen Bündnisses „Greding ist bunt“, das zu Protesten aufgerufen hatte, untersagen zu lassen, „Geräte, die zur Lichtbildaufnahme geeignet sind, im betriebsbereiten Zustand mit sich zu führen“, und das mit einer „Gefährdungslage im Hinblick auf schwere Straftaten“ gegen die Delegierten begründet. Das Gericht lehnte diesen Antrag unter Hinweis auf eine Abwägung mit den „sehr hohen Anforderungen“ des Bundesverfassungsgerichts bei der Versammlungsfreiheit ab. Das Bündnis selbst teilte mit, der Antrag der AfD sei „für jeden Betroffenen menschenfeindlicher Gewalt eine unverschämte Verhöhnung“. Auch mit Blick auf die Besetzung zweier wichtiger Stellvertreterposten durch Vertreter des „Flügels“ kommentierte Henry Stern in der Augsburger Allgemeinen, die Bayern-AfD bleibe „eine zutiefst gespaltene Partei am Rande der demokratischen Legitimität“.
Am 17. Oktober 2021 wurde Stephan Protschka auf dem Landesparteitag in Greding zum neuen Landesvorsitzenden der AfD Bayern gewählt. Im zweiten Anlauf setzte er sich mit 51,8 % der Stimmen gegen Corinna Miazga (22,3 %) und gegen Martin Sichert (23,6 %) durch.
Das aus den Reihen der sogenannten Querdenker-Szene initiierte und vom Landesverband unterstützte Volksbegehren „Landtag abberufen“ scheiterte im Oktober 2021 deutlich mit nur 204.135 Stimmen und damit 2,15 Prozent der Wahlberechtigten. Die erforderliche Zahl von einer Million Stimmen wurde klar verfehlt. Es war damit unter den bisherigen 22 Volksbegehren das mit der niedrigsten Zustimmungsquote überhaupt.
Zur Landtagswahl am 8. Oktober 2023 wurden Martin Böhm und Katrin Ebner-Steiner auf einem Parteitag zum Spitzenduo gewählt. Die AfD wurde mit 14,6 % drittstärkste Kraft und erhielt 32 der 203 Landtagsmandate.
Bei der Bundestagswahl am 23. Februar 2025 wurde die AfD mit 19,0 % der Zweitstimmen zur zweitstärksten Kraft hinter der CSU.

## Politik
Zentrales Thema des Landesverbandes ist die Flüchtlingskrise. Im Herbst 2015 verabschiedete die AfD Bayern ein Thesenpapier zum Thema Asyl. Darin fordert sie u. a. „dass Personen, die einen Asylantrag stellen wollen, … von der Bundespolizei … aufzuhalten und zurückzuweisen (sind), anstatt sie geregelt einreisen zu lassen.“ Die Visumpflicht für die Länder des Westbalkans (Albanien, Bosnien und Herzegowina, Mazedonien, Montenegro und Serbien) sei wieder einzuführen. Die Überprüfung des Fluchtgrundes und damit des Rechts auf Asyl solle im „48-Stunden-Schnellverfahren“ passieren; langfristig solle die Asylbeantragung im Ausland geschehen.
Im Zuge der Verhandlungen von Kanzlerin Angela Merkel mit dem türkischen Präsidenten Recep Tayyip Erdoğan über das EU-Flüchtlingsabkommen mit der Türkei warnte Petr Bystron vor jeglicher Vereinbarung in der Flüchtlingsfrage. Seiner Ansicht nach dürfe es weder zu einer geplanten Visa-Freiheit für türkische Bürger in der EU noch jemals zu einem Beitritt der Türkei zu der EU kommen. „Europa endet am Bosporus“, grenze er Europa für die AfD ab.
Eine vom AfD-Kreisverband München Land anlässlich der Wahl Benigna Munsis zum Nürnberger Christkind formulierte Aussage, dass es uns „eines Tages wie den Indianern“ gehen werde, wurde von dem AfD-Kreisverband am 31. Oktober 2019 im Internet veröffentlicht und nach Reaktionen darauf wieder entfernt. Der bayerische Innenminister Herrmann sagte dazu: „Hier begegnet uns die hämische Fratze des Rassismus, den die AfD als ihre Geisteshaltung immer gerne leugnen möchte“. Es gab in der Partei weitere fremdenfeindliche Äußerungen zu dem Fall, unter anderem von Reinhard Rupsch, IT-Redakteur der AfD-Bundestagsfraktion und Mitglied der AfD Münster, über Twitter sowie von der AfD Marl in NRW auf Facebook. Der bayerische Ministerpräsident Markus Söder reagierte auf Twitter: „Diese Hetze dürfen wir nicht zulassen.“
Am 75. Jahrestag des Endes des Zweiten Weltkrieges postete der Landesverband auf twitter, dass „nicht der 8. Mai, sondern Merkels endgültiger Rückzug aus der Politik als Tag der Befreiung in die Geschichte eingehen wird.“ Der Landesverband löschte das Posting kurze Zeit später wieder.
Im November 2024 beschloss die AfD Bayern auf ihrem Landesparteitag in Greding mit großer Mehrheit eine „Resolution für Remigration“, um „dem Staatsziel einer umfassenden Remigration im Millionenbereich für die kommenden zehn Jahre gerecht zu werden“. Dafür sollen „Asylsuchende umgehend in ein außereuropäisches Schutzzentrum“ gebracht werden und auch bei Anspruch auf Schutz vor Verfolgung „ausschließlich außerhalb Europas in heimatnahen Schutzzentren oder in sicheren Teilgebieten des Herkunftslandes“ leben. Zudem solle eine „Rückführung“ von „Personengruppen mit schwach ausgeprägter Integrationfähigkeit und -willigkeit“ erfolgen.
In der Winterklausur 2025 beschloss die Landtagsfraktion, eine „umfassende Remigration“ zu fordern. Katrin Ebner-Steiner konkretisierte auf Nachfrage, dass das auch sämtliche ukrainischen Flüchtlinge einschließe und zwar baldmöglichst, eigentlich „auch jetzt schon“. Die Ukraine habe für diese „genügend Gebiete“. Man käme so auf etwa zwei Millionen Abzuschiebende.

### Politik im Landtag
Am 23. Januar 2019 verließen 18 von 22 Abgeordneten der AfD-Landtagsfraktion die Gedenkfeier für NS-Opfer im Landtag, nachdem die Präsidentin der Israelitischen Kultusgemeinde München und Oberbayern Charlotte Knobloch in ihrer Rede die Verfassungstreue der Partei in Frage gestellt und der AfD vorgeworfen hatte, „ihre Politik auf Hass und Ausgrenzung zu gründen“. Die Co-Fraktionsvorsitzende Katrin Ebner-Steiner entgegnete in einer anschließenden Pressemitteilung, Knobloch habe „eine Gedenkveranstaltung […] dazu missbraucht, die komplette AfD und die demokratisch legitimierte Fraktion durch übelste pauschale Unterstellungen zu diffamieren“, und bezeichnete das Verhalten der Abgeordneten als „angemessene Reaktion“. Laut SZ hat die AfD mit dem Verlassen der Gedenkveranstaltung bewiesen, dass sie „mindestens solidarisch“ mit den „Geschichtsvergessenen“ sei, gerne selber austeile, aber vollkommen kritikunfähig sei.
Im März 2019 wollte die AfD im Landtag mittels eines Entwurfs über eine Änderung der bayerischen Bauordnung ein Verbot von Minaretten an Moscheen erreichen. Laut dem AfD-Abgeordneten Richard Graupner passen Minarette nicht in das historisch gewachsene Orts- und Landschaftsbild, und sie seien „architektonischer Ausdruck des Herrschaftsanspruchs des Islam“. Sie seien an Moscheen auch nicht zwingend vorgeschrieben, somit sei ein Verbot keine Beeinträchtigung der grundgesetzlich garantierten Religionsfreiheit. Dieser Antrag wurde im Landtag abgelehnt und von Vertretern anderer Fraktionen kritisiert u. a. mit dem Argument, dass es in Bayern rund 300 Moscheen gebe und nur sechs davon ein Minarett hätten. Von einer Bedrohung der offenen Gesellschaft könne somit keine Rede sein. Überdies liege die Genehmigung für den Bau eines Minaretts in der Planungshoheit der Kommunen. Einen Rechtsanspruch, wie die AfD behaupte, gebe es nicht, sondern es zähle immer der Einzelfall. Der FDP-Abgeordnete Sebastian Körber, selbst gelernter Architekt, wunderte sich zudem über den Begriff der „Baubewilligung“ im AfD-Antrag. Diese Formulierung sei in Deutschland nicht gebräuchlich, sehr wohl aber in Österreich und der Schweiz. Er wolle der AfD nicht unterstellen, „bei einer anderen rechtspopulistischen Partei abgeschrieben zu haben“.
Am 27. Oktober 2023, drei Tage vor der konstituierenden Sitzung des Bayerischen Landtags, wurde gegen Daniel Halemba ein Haftbefehl erlassen. Da die Ermittlungen bereits vor der konstituierenden Sitzung des Landtags stattgefunden haben, genießt Halemba auch danach keine politische Immunität. Halembas Strafverteidiger, der ehemalige AfD-Kommunalpolitiker und Rechtsextremist Dubravko Mandic, beantragte nach eigenen Angaben gegen den Haftbefehl Haftprüfung beim Amtsgericht Würzburg. Der Haftbefehl konnte zunächst nicht vollstreckt werden, da Halemba nicht angetroffen werden konnte. Das bayerische Innenministerium teilte gegenüber BR24 am 28. Oktober 2023 mit, dass mit Hochdruck nach Halemba gefahndet werde. Halemba wurde unter anderem mittels Handyortung an den Tag der konstituierenden Sitzung des Bayerischen Landtags am 30. Oktober 2023 in Kirchheim unter Teck wegen des Verdachts der Volksverhetzung und des Verwendens von Kennzeichen verfassungsfeindlicher Organisationen festgenommen. Am Ende der ersten Plenarsitzung hob der Landtag, bei Enthaltung der AfD-Abgeordneten, Halembas Immunität auf. Zwischenzeitlich setzte das Amtsgericht Würzburg den Haftbefehl unter Auflagen außer Vollzug. Später wurde er in Teilen aufgehoben, da das Amtsgericht Würzburg keine Fluchtgefahr mehr sieht. Das Kontaktverbot zu anderen Mitgliedern seiner Burschenschaft bleibt jedoch wegen Verdunklungsgefahr bestehen. Nach Einleitung eines Parteiausschlussverfahrens gegen Halemba erklärte er am 14. Dezember 2023, alle Parteiämter innerhalb der AfD mit sofortiger Wirkung aufzugeben und seine Mitgliedschaft in der Partei ruhen zu lassen. Seine Position in der Landtagsfraktion werde er weiterhin behalten.

### Einordnung innerhalb der AfD
Der Landesverband fiel immer wieder durch Mitglieder mit rassistischen und rechtsextremen Haltungen auf. Das Mitglied des Bayerischen Landesvorstandes Thomas Fügner unterstützte auf dem AfD-Bundesparteitag 2015 einen Antrag, der definieren sollte, wer als Deutscher gelten darf. Deutsch sei nur, wer „seine Abstammung von einem Vorfahren, der vor dem 1. Januar 1914 im europäischen Gebietsstand des Deutschen Reiches (…) geboren ist, durch lückenlose (…) Abstammungsnachweise nachgewiesen hat“. Der Antrag wurde von den Delegierten abgelehnt. Acht Jahre später, im Wahlprogramm zur bayerischen Landtagswahl 2023, war eine der Forderungen der AfD Bayern, die Staatsbürgerschaft wieder an das „Abstammungsprinzip“ zu binden. Der bayerische AfD-Landesverband wird innerhalb der Gesamtpartei mittlerweile zu den rechtsgerichteten Untergliederungen gezählt. In einer Studie belegte Anfang 2017 der Politikwissenschaftler Robert Philippsberg (Ludwig-Maximilians-Universität München) die Funktion der Partei als Vernetzungsplattform von extremen Rechten. Er untersuchte im Auftrag der Grünen-nahen Petra-Kelly-Stiftung die Aktivitäten der Bayern-AfD anhand deren öffentlichen Veranstaltungen und der Berichterstattung.

### Verhältnis zum Rechtsextremismus
Die AfD Bayern verbietet auf eigenen Veranstaltungen Werbung für andere Organisationen. Dennoch nahmen an Veranstaltungen der AfD Bayern teilweise bekannte Rechtsextremisten anderer rechter Organisationen teil. Auf der AfD-Demonstration 2015 in Freilassing waren Uwe Brunke (Organisator des SS-Gedenkens in Bad Reichenhall) und Angehörige der Kameradschaft Berchtesgadener Land (ehemals Freies Netz Süd, heute teilweise Der III. Weg) dabei. Anhänger der Identitären Bewegung verteilten Flugblätter, bei denen ihr Logo abgeklebt war.
Der bayerische Verfassungsschutz beobachtete Einzelpersonen in der AfD; der gesamte Landesverband werde allerdings nicht beobachtet, sagte Behördenleiter Burkhard Körner 2016.
Von den 22 bei der Landtagswahl 2018 gewählten Abgeordneten der AfD hatte das Landesamt für Verfassungsschutz vor der Wahl einige wegen Verbindungen zur rechtsextremistischen, islamfeindlichen oder in die Reichsbürger-Szene beobachtet. Auf Nachfrage der taz erklärte das Amt, es prüfe, ob die Beobachtung wegen der „erhöhten Schwelle zur Beobachtung von Mandatsträgern“ fortgesetzt werde.
Ende Juni 2016 versuchte der Landesvorsitzende Bystron zusammen mit zwei Rechtsextremisten (Lukas B., früher Die Rechte, nun Identitäre Bewegung, und Rick W. vom Bündnis Deutscher Patrioten) vergeblich, sich Zugang zu einer Veranstaltung der Antifaschistischen Informations-, Dokumentations- und Archivstelle München im Eine-Welt-Haus zu verschaffen, und kehrte dann mit diesen in einen nahegelegenen Biergarten ein. Eine entsprechende Berichterstattung des Bayerischen Rundfunks über den Vorfall bestritt Bystron. Der BR veröffentlichte Fotografien, die Bystron mit den beiden Rechtsextremisten sowohl vor der Veranstaltung als auch im Biergarten zeigten.
Der Landesvorsitzende und heutige MdB Petr Bystron bezeichnete die Identitäre Bewegung als „tolle Organisation, eine Vorfeldorganisation der AfD“. „Die AfD muss ein Schutzschild für die Identitäre Bewegung sein.“, zitierte der Präsident des Bayerischen Landesamts für Verfassungsschutz den AfD-Vorsitzenden. Als Bystron im Verfassungsschutzbericht Bayern im Jahr 2016 erwähnt wurde, mahnte der AfD-Bundesvorstand den Bayerischen Landesvorsitzenden ab. Die Abmahnung hatte keine unmittelbaren Folgen für ihn.
Die Zeit verweist darauf, dass aus interner Kommunikation von Aktivisten der IB in Bayern hervorgehe, dass Bystron schon seit Mitte 2016 als Unterstützer wahrgenommen würde. Bystron begrüßte die Identitären auf einer Demonstration seiner Partei in Geretsried im Frühjahr 2016 öffentlich. Bayerische AfD-Funktionäre verbannten zwar die Lambda-Fahnen der IB auf AfD-Demonstrationen, äußerten aber schriftlich ihre Freude darüber, wenn sich Identitäre quasi inkognito als Unterstützer anmeldeten. Die ehemalige Nürnberger AfD-Bundestagskandidatin Elena Roon wünschte sich Adolf Hitler zurück. Auf öffentlichen Druck trat sie als Kreisverbandsvorsitzende zurück und verzichtete auf ihre Bundestagskandidatur.
Auf eine Anfrage teilte das bayerische Landesamt für Verfassungsschutz Anfang November 2018 mit, dass die Landtagspolitiker Ralf Stadler, Uli Henkel und Andreas Winhart beobachtet würden. Ende Dezember 2018 wurde ebenfalls bekannt, dass auch drei bayerische AfD-Bezirkstagspolitiker sowie vier nicht gewählte AfD-Bezirkstagskandidaten aufgrund rechtsextremer Äußerungen bzw. Verbindungen zur Identitären Bewegung wie auch positiver Bezugnahme auf die Wehrmacht sowie die Waffen-SS beobachtet werden. Die Beobachtung der drei Landtagsmitglieder wurde zum Jahresanfang 2019 eingestellt. Grund dafür sei eine „erhöhte Schwelle“ bei der Beobachtung von Mandatsträgern. Auf eine Anfrage der Grünen teilte das bayerische Innenministerium im Juni 2020 mit, dass zwei frisch gewählte AfD-Kreisräte sowie zwei ebenfalls neu gewählte AfD-Stadträte in Bayern vom Verfassungsschutz beobachtet würden. Grund dafür sei bei drei dieser Personen deren Zugehörigkeit zur „Jungen Alternative“ bzw. zum inzwischen offiziell aufgelösten „Flügel“, eine Person sei wegen Bezügen zur Reichsbürger-Szene im Visier des Verfassungsschutzes.
Recherchen von tagesschau.de verweisen auf radikale Positionen der Partei. In einem inzwischen geschlossenen Chatkanal fanden sich unter anderem Plädoyers für einen revolutionären Umsturz in Deutschland, ohne den es „hier keinen Kurswechsel mehr“ gäbe. Zustimmung zu diesen Forderungen kamen aus dem AfD-Landesverstand, so zum Beispiel von Georg Hock.
2022 teilte der bayerische Verfassungsschutz mit, dass er den gesamten Landesverband beobachte. Dagegen klagte die AfD Bayern und berief sich auf den Grundsatz der Chancengleichheit der Parteien. Ein Eilantrag der AfD Bayern wurde im April 2023 vom Verwaltungsgericht München zurückgewiesen. Im September 2023 entschied der Bayerische Verwaltungsgerichtshof zu einer Beschwerde gegen die Zurückweisung des Eilantrags, dass das Bayerische Landesamt für Verfassungsschutz die AfD als Gesamtpartei beobachten und die Öffentlichkeit darüber informieren dürfe, da laut VGH „die Anhaltspunkte für verfassungsfeindliche Bestrebungen gewichtig“ sind. Im Juli 2024 lehnte das Verwaltungsgericht München auch die Klage in der Hauptsache ab.

## Organisation
Die Organe des Landesverbandes sind der Landesparteitag und der Landesvorstand. Das Landesschiedsgericht entscheidet über parteiinterne Streitigkeiten und kann Mitglieder ausschließen.

### Landesparteitag
Höchstes Parteiorgan ist der Landesparteitag. Er wählt den Landesvorstand, die Rechnungsprüfer sowie das Landesschiedsgericht. Der Landesparteitag findet abhängig vom Beschluss des Landesvorstands als Mitgliederversammlung oder Delegiertenversammlung statt. Findet der Parteitag als Delegiertenversammlung statt, so entsenden die Kreisverbände je angefangene 15 Mitglieder einen Delegierten. Landeswahlversammlungen finden ausschließlich als Mitgliederversammlungen statt.
| Nr.                                    | Datum                                                     | Ort        | Landesvorsitzende(r) / Spitzenkandidat(in) | Wahlergebnis | Thema |
| -------------------------------------- | --------------------------------------------------------- | ---------- | ------------------------------------------ | ------------ | --- |
| 01. Landesparteitag                    | 30. März 2013                                             | Ebersberg  | Wolf-Joachim Schünemann                    |              | Gründung des Landesverbandes; Wahl des Landesvorstandes                                                                                |
| 02. Landesparteitag                    | 11. Mai 2013                                              | Ingolstadt | Martin Sichert                             | 51 %         | Ungültige Neuwahl des Landesvorstandes; Debatte über Änderung der Landessatzung; Beschluss der Nichtteilnahme an der Landtagswahl 2013 |
| Außerordentlicher Landesparteitag      | 26. Mai 2013                                              | Nürnberg   | Andre Wächter                              | 84 %         | Neuwahl des Landesvorstandes |
| Landeswahlversammlung                  | 6. Juni 2013                                              | Ingolstadt | Andre Wächter                              |              | Ungültige Wahl der Landesliste zur Bundestagswahl 2013                                                                                 |
| Landeswahlversammlung                  | 30. Juni 2013                                             | Ingolstadt | Andre Wächter                              |              | Wiederholung der Wahl der Landesliste zur Bundestagswahl 2013                                                                          |
| 03. Landesparteitag                    | 7. Dezember 2013                                          | Dachau     |                                            |              | Wahl der Delegierten zum Bundesparteitag und zur Europawahlversammlung                                                                 |
| 04. Landesparteitag                    | 19. Oktober 2014                                          | Ingolstadt |                                            |              | Nachwahl von Landesvorstandsmitgliedern                                                                                                |
| 05. Landesparteitag                    | 19. April 2015                                            | Mamming    |                                            |              | Änderung der Landessatzung |
| 06. Landesparteitag                    | 3./4. Oktober 2015                                        | Nürnberg   | Petr Bystron                               | 62 %         | Neuwahl des Landesvorstandes; Änderung der Landessatzung                                                                               |
| 07. Landesparteitag                    | 20. November 2016                                         | Ingolstadt |                                            |              | Nachwahl von Landesvorstandsmitgliedern; Änderungen der Landessatzung                                                                  |
| Landeswahl- versammlungen              | 24./25. März 2017 1./2. April 2017 6./7./13./14. Mai 2017 | Greding    | Martin Hebner                              | 55 %         | Wahl der Landesliste zur Bundestagswahl 2017                                                                                           |
| 08. Landesparteitag                    | 25./26. November 2017                                     | Greding    | Martin Sichert                             | 56 %         | Neuwahl des Landesvorstandes |
| 09. Landesparteitag                    | 6./7. Januar 2018                                         | Greding    |                                            |              | Wahl von Landesvorstandsmitgliedern; Wahl des Landesschiedsgerichts                                                                    |
| 10. Landesparteitag                    | 9./10. Juni 2018                                          | Nürnberg   |                                            |              | Beschluss des Wahlprogramms zur Landtagswahl 2018                                                                                      |
| 11. Landesparteitag                    | 24./25. November 2018                                     | Greding    |                                            |              | Änderung der Landessatzung |
| 12. Landesparteitag                    | 23./24. Februar 2019                                      | Greding    |                                            |              | Änderung der Landessatzung |
| Außerordentlicher Landesparteitag      | 21. Juli 2019                                             | Greding    |                                            |              | |
| 13. Landesparteitag                    | 14./15. September 2019                                    | Greding    | Corinna Miazga                             | 56 %         | Neuwahl des Landesvorstandes |
| 14. Landesparteitag                    | 21. November 2020                                         | Greding    |                                            |              | |
| Aufstellungsversammlung der AfD Bayern | 29./30. Mai 2021                                          | Greding    |                                            |              | Wahl der Kandidatenliste zur Bundestagswahl 2021                                                                                       |
| 15. Landesparteitag                    | 16./17. Oktober 2021                                      | Greding    | Stephan Protschka                          | 51,8 %       | Neuwahl des Landesvorstandes |
| 16. Landesparteitag                    | 22. Oktober 2022                                          | Greding    |                                            |              | |
| 17. Landesparteitag                    | 13./14. Mai 2023                                          | Greding    |                                            |              | |
| 18. Landesparteitag                    | 13./14. Januar 2024                                       | Greding    | Stephan Protschka                          | 58,3 %       | |
| 19. Landesparteitag                    | 23./24. November 2024                                     | Greding    |                                            |              | Wahl des Landesschiedsgerichtes, Verabschiedung einer „bayerischen Resolution für Remigration“                                         |
| Aufstellungsversammlung der AfD Bayern | 7./8., 14./15. Dezember 2024                              | Greding    | Stephan Protschka                          | 78 %         | Wahl der Kandidatenliste zur Bundestagswahl 2025                                                                                       |

### Landesvorstand
Seit Januar 2024 setzt sich der Landesvorstand aus folgenden Mitgliedern zusammen:
| Landesvorsitzender                                           | Stephan Protschka (MdB)                                                                 |
| 1. Stellvertretender Landesvorsitzender                      | Rainer Rothfuß (MdB)                                                                    |
| 2. Stellvertretender Landesvorsitzender                      | Martin Böhm (MdL)                                                                       |
| 3. Stellvertretender Landesvorsitzender                      | Tobias Teich                                                                            |
| Schatzmeister                                                | Rainer Gross                                                                            |
| Stellvertretender Schatzmeister                              | Manfred Schiller (MdB)                                                                  |
| Schriftführer                                                | Rene Dierkes (MdL)                                                                      |
| Stellvertretender Schriftführer                              | Andreas Jurca                                                                           |
| Beisitzer                                                    | Georg Hock, Michael Gebhardt, Franz Schmid (MdL), Markus Walbrunn (MdL), Michaela Klopp |
| MdL = Mitglied des Landtages; MdB = Mitglied des Bundestages |                                                                                         |

### Gliederung
Der Landesverband Bayern gliedert sich in Bezirks-, Kreis- und Ortsverbände.

### Landesvorsitzende
| Parteivorsitzender | Parteivorsitzender      | Amtszeit                       |
| ------------------ | ----------------------- | ------------------------------ |
|                    | Wolf-Joachim Schünemann | März 2013 – Mai 2013           |
|                    | Andre Wächter           | Mai 2013 – Juli 2015           |
| Petr Bystron       | Petr Bystron            | November 2015 – November 2017  |
| Martin Sichert     | Martin Sichert          | November 2017 – September 2019 |
| Corinna Miazga     | Corinna Miazga          | September 2019 – Oktober 2021  |
|                    | Stephan Protschka       | seit Oktober 2021              |

### Fraktionsvorsitzende
| Fraktionsvorsitzende | Fraktionsvorsitzende            | Fraktionsvorsitzende                                | Amtszeit                      |
| -------------------- | ------------------------------- | --------------------------------------------------- | ----------------------------- |
|                      |                                 | Katrin Ebner-Steiner, Markus Plenk (bis April 2019) | Oktober 2018 – September 2019 |
|                      | Katrin Ebner-Steiner, Ingo Hahn | September 2019 – September 2021                     |                               |
|                      |                                 | Ulrich Singer, Christian Klingen                    | September 2021 – März 2022    |
|                      | Ulrich Singer                   | März 2022 – Oktober 2023                            |                               |
|                      |                                 | Katrin Ebner-Steiner                                | seit Oktober 2023             |

### Junge Alternative Bayern
Die Junge Alternative Bayern ist der landesweit tätige Jugendverband der AfD Bayern. Ein mit Parteimitgliedern besetztes Landesschiedsgericht entscheidet über parteiinterne Streitigkeiten und kann Mitglieder ausschließen.

## Wahlergebnisse
| Bundestagswahlen | Bundestagswahlen | Bundestagswahlen | Bundestagswahlen | Bundestagswahlen | Bundestagswahlen | Bundestagswahlen    |
| Jahr             | Stimmenanzahl    | Stimmenanteil    | Direktmandate    | Sitze            | Platz            | Spitzenkandidat(in) |
| ---------------- | ---------------- | ---------------- | ---------------- | ---------------- | ---------------- | ------------------- |
| 2013             | 283.570          | 4,3 %            | 0/45             | 0/91             | 5                | André Wächter       |
| 2017             | 916.300          | 12,4 %           | 0/46             | 14/108           | 3                | Martin Hebner       |
| 2021             | 679.915          | 9,0 %            | 0/46             | 12/108           | 5                | Peter Boehringer    |
| 2025             | 1.515.533        | 19,0 %           | 0/47             | 22/101           | 2                | Stephan Protschka   |

| Europawahlen | Europawahlen  | Europawahlen  | Europawahlen |
| Jahr         | Stimmenanzahl | Stimmenanteil | Platz        |
| ------------ | ------------- | ------------- | ------------ |
| 2014         | 311.982       | 8,1 %         | 4            |
| 2019         | 492.443       | 8,5 %         | 4            |
| 2024         | 799.060       | 12,6 %        | 2            |

| Landtagswahlen | Landtagswahlen   | Landtagswahlen   | Landtagswahlen   | Landtagswahlen   | Landtagswahlen   | Landtagswahlen                    |
| Jahr           | Stimmenanzahl    | Stimmenanteil    | Direktmandate    | Sitze            | Platz            | Spitzenkandidat(in)               |
| -------------- | ---------------- | ---------------- | ---------------- | ---------------- | ---------------- | --------------------------------- |
| 2013           | nicht angetreten | nicht angetreten | nicht angetreten | nicht angetreten | nicht angetreten | nicht angetreten                  |
| 2018           | 1.383.866        | 10,2 %           | 0/91             | 22/205           | 4                | –                                 |
| 2023           | 1.999.924        | 14,6 %           | 0/91             | 32/203           | 3                | Martin Böhm, Katrin Ebner-Steiner |

| Bezirkswahlen | Bezirkswahlen | Bezirkswahlen    | Bezirkswahlen    | Bezirkswahlen    | Bezirkswahlen    | Bezirkswahlen    | Bezirkswahlen    | Bezirkswahlen    | Bezirkswahlen    |
| Jahr          |               | Oberbayern       | Niederbayern     | Oberpfalz        | Oberfranken      | Mittelfranken    | Unterfranken     | Schwaben         | Summe            |
| ------------- | ------------- | ---------------- | ---------------- | ---------------- | ---------------- | ---------------- | ---------------- | ---------------- | ---------------- |
| 2013          | Stimmenanzahl | nicht angetreten | nicht angetreten | nicht angetreten | nicht angetreten | nicht angetreten | nicht angetreten | nicht angetreten | nicht angetreten |
| 2013          | Stimmenanteil | nicht angetreten | nicht angetreten | nicht angetreten | nicht angetreten | nicht angetreten | nicht angetreten | nicht angetreten | nicht angetreten |
| 2013          | Sitze         | nicht angetreten | nicht angetreten | nicht angetreten | nicht angetreten | nicht angetreten | nicht angetreten | nicht angetreten | nicht angetreten |
| 2018          | Stimmenanzahl | 398.712          | 165.295          | 145.849          | 125.742          | 174.921          | 138.141          | 207.768          | 1.356.428        |
| 2018          | Stimmenanteil | 8,5 %            | 12,9 %           | 12,0 %           | 10,7 %           | 9,8 %            | 9,6 %            | 11,1 %           | 10,0 %           |
| 2018          | Sitze         | 7/82             | 3/24             | 2/18             | 2/21             | 3/33             | 2/24             | 4/36             | 23/238           |
| 2023          | Stimmenanzahl | 262.323          | 249.001          | 217.132          | 206.689          | 251.624          | 224.694          | 322.429          | 1.000.843        |
| 2023          | Stimmenanteil | 11,3 %           | 18,5 %           | 17,3 %           | 17,3 %           | 14,0 %           | 15,3 %           | 16,7 %           | 14,7 %           |
| 2023          | Sitze         | 9/82             | 4/24             | 3/17             | 3/18             | 4/30             | 4/23             | 6/34             | 33/228           |

| Kreistagswahlen | Kreistagswahlen | Kreistagswahlen | Kreistagswahlen |
| Jahr            | Stimmenanzahl   | Stimmenanteil   | Sitze           |
| --------------- | --------------- | --------------- | --------------- |
| 2014            | 2.156           | 0,1 %           | 2/4380          |
| 2020            | 210.821         | 4,8 %           | 202/4380        |

| Stadtratswahlen | Stadtratswahlen | Stadtratswahlen | Stadtratswahlen |
| Jahr            | Stimmenanzahl   | Stimmenanteil   | Sitze           |
| --------------- | --------------- | --------------- | --------------- |
| 2014            | 15.988          | 1,3 %           | 6/1172          |
| 2020            | 65.860          | 4,7 %           | 58/1172         |

| Gemeinderatswahlen | Gemeinderatswahlen | Gemeinderatswahlen | Gemeinderatswahlen |
| Jahr               | Stimmenanzahl      | Stimmenanteil      | Sitze              |
| ------------------ | ------------------ | ------------------ | ------------------ |
| 2014               | 190                | 0,0 %              | 1/31638            |
| 2020               | 28.887             | 0,6 %              | 103/31638          |

## Landesgruppe im Deutschen Bundestag

### 2017–2021
Die Landesliste zur Bundestagswahl 2017 wurde auf vier Landeswahlversammlungen aufgestellt.
Die Landespartei zog mit insgesamt 14 Abgeordneten in den Deutschen Bundestag ein, die ein Teil der AfD-Bundestagsfraktion sind:
| Mitglied der Fraktion | Einzug in den Bundestag über | Derzeitige Funktionen und Mitgliedschaften in der Partei und in der Fraktion |
| --------------------- | ---------------------------- | ---------------------------------------------------------------------------- |
| Peter Boehringer      | Listenplatz 2                | Vorsitzender des Haushaltsausschusses                                        |
| Petr Bystron          | Listenplatz 4                | Parteiobmann im Auswärtigen Ausschuss                                        |
| Peter Felser          | Listenplatz 7                | Stellvertretender Vorsitzender der AfD-Bundestagsfraktion                    |
| Martin Hebner         | Listenplatz 1                | verstorben am 7. Juli 2021                                                   |
| Johannes Huber        | Listenplatz 13               | Parteiobmann im Petitionsausschuss                                           |
| Rainer Kraft          | Listenplatz 12               | Vorsitzender der Landesgruppe                                                |
| Corinna Miazga        | Listenplatz 3                |                                                                              |
| Hansjörg Müller       | Listenplatz 6                | Vorsitzender des AfD-Mittelstandsforums e. V.                                |
| Gerold Otten          | Listenplatz 8                |                                                                              |
| Tobias Peterka        | Listenplatz 11               | Stellvertretender Vorsitzender der Landesgruppe                              |
| Paul Podolay          | Listenplatz 10               |                                                                              |
| Stephan Protschka     | Listenplatz 9                | Parteiobmann im Ausschuss für Ernährung und Landwirtschaft                   |
| Martin Sichert        | Listenplatz 5                |                                                                              |
| Wolfgang Wiehle       | Listenplatz 14               |                                                                              |
| Florian Jäger         | Listenplatz 15               | ab 20. Juli 2021 als Nachrücker für Martin Hebner                            |

### 2021–2025
Die Landespartei zog mit insgesamt 12 Abgeordneten in den Deutschen Bundestag ein, die ein Teil der AfD-Bundestagsfraktion sind:
| Mitglied der Fraktion | Einzug in den Bundestag über | Derzeitige Funktionen und Mitgliedschaften in der Partei und in der Fraktion |
| --------------------- | ---------------------------- | ---------------------------------------------------------------------------- |
| Peter Boehringer      | Listenplatz 1                |                                                                              |
| Petr Bystron          | Listenplatz 4                | Im Juli 2024 Wechsel ins Europäische Parlament                               |
| Peter Felser          | Listenplatz 11               | Stellvertretender Vorsitzender der AfD-Bundestagsfraktion                    |
| Johannes Huber        | Listenplatz 6                |                                                                              |
| Gerrit Huy            | Listenplatz 12               |                                                                              |
| Rainer Kraft          | Listenplatz 8                | Vorsitzender der Landesgruppe                                                |
| Corinna Miazga        | Listenplatz 2                | verstorben am 25. Februar 2023                                               |
| Gerold Otten          | Listenplatz 9                |                                                                              |
| Tobias Peterka        | Listenplatz 10               | Stellvertretender Vorsitzender der Landesgruppe                              |
| Stephan Protschka     | Listenplatz 3                | Landesvorsitzender                                                           |
| Rainer Rothfuß        | Listenplatz 13               | ab 2. März 2023 als Nachrücker für Corinna Miazga                            |
| Manfred Schiller      | Listenplatz 15               | Nachrücker im Juli 2024 für Petr Bystron                                     |
| Martin Sichert        | Listenplatz 5                |                                                                              |
| Wolfgang Wiehle       | Listenplatz 7                | Bezirksvorsitzender Oberbayern                                               |

### Seit 2025
Die Landespartei zog mit insgesamt 22 Abgeordneten in den Deutschen Bundestag ein, die ein Teil der AfD-Bundestagsfraktion sind:
| Mitglied der Fraktion | Einzug in den Bundestag über | Derzeitige Funktionen und Mitgliedschaften in der Partei und in der Fraktion |
| --------------------- | ---------------------------- | ---------------------------------------------------------------------------- |
| Stephan Protschka     | Listenplatz 1                | Landesvorsitzender                                                           |
| Peter Boehringer      | Listenplatz 2                |                                                                              |
| Rainer Rothfuß        | Listenplatz 3                |                                                                              |
| Gerrit Huy            | Listenplatz 4                |                                                                              |
| Wolfgang Wiehle       | Listenplatz 5                |                                                                              |
| Manfred Schiller      | Listenplatz 6                |                                                                              |
| Tobias Peterka        | Listenplatz 7                |                                                                              |
| Gerold Otten          | Listenplatz 8                |                                                                              |
| Peter Felser          | Listenplatz 9                |                                                                              |
| Carina Schießl        | Listenplatz 10               |                                                                              |
| Tobias Teich          | Listenplatz 11               |                                                                              |
| Andreas Mayer         | Listenplatz 12               |                                                                              |
| Lukas Rehm            | Listenplatz 13               |                                                                              |
| Raimond Scheirich     | Listenplatz 14               |                                                                              |
| Bernd Schuhmann       | Listenplatz 15               |                                                                              |
| Ingo Hahn             | Listenplatz 16               |                                                                              |
| Christoph Birghan     | Listenplatz 17               |                                                                              |
| Bastian Treuheit      | Listenplatz 18               |                                                                              |
| Reinhard Mixl         | Listenplatz 19               |                                                                              |
| Rainer Groß           | Listenplatz 20               |                                                                              |
| Rainer Kraft          | Listenplatz 21               |                                                                              |
| Erhard Brucker        | Listenplatz 22               |                                                                              |

## Audios
- AfD in Bayern Rechtsaußen trifft konservativ, 18.58 Minuten Audio-Version, von Tobias Krone, Deutschlandfunk Hintergrund 18. Februar 2025